# Länsväg 332
De Zweedse weg 332 (Zweeds: Länsväg 332) is een provinciale weg in de provincie Västernorrlands län in Zweden en is circa 16 kilometer lang.

## Plaatsen langs de weg
- Lunde
- Klockestrand
- Lugnvik
- Herrskog

## Knooppunten
- Riksväg 90 bij Lunde (begin)
- Länsväg 334 bij Lugnvik
- E4 bij Herrskog (einde)